# Václav Klíma (poslanec Českého zemského sněmu)
Václav Klíma (24. dubna 1830 Vokovice – 24. června 1906 Smíchov) byl rakouský advokát a politik české národnosti z Čech, poslanec Českého zemského sněmu.

## Biografie
Vystudoval práva na Karlo-Ferdinandově univerzitě v Praze. Roku 1854 získal titul doktora práva. Od roku 1866 působil jako zemský advokát v Domažlicích. V roce 1884 se stal členem disciplinární rady advokátní komory pro okresní soud v Plzni. Od roku 1890 byl advokátem na Smíchově. Roku 1903 se své advokátní praxe vzdal. Byl čestným občanem městyse Křivoklát.
V 60. letech se zapojil i do vysoké politiky. V doplňovacích zemských volbách v září 1869 byl zvolen na Český zemský sněm, kde zastupoval kurii městskou, obvod Klatovy, Domažlice. Mandát zde obhájil i v řádných zemských volbách v roce 1870 a zemských volbách v roce 1872. Čeští poslanci (Národní strana, staročeská) tehdy na protest praktikovali politiku pasivní rezistence (bojkotu sněmu). Byl proto následně zbaven mandátu pro absenci a manifestačně opět zvolen v doplňovacích volbách roku 1873. V doplňovacích volbách roku 1874 místo něj do sněmu usedl Václav Sedláček.
Zemřel v červnu 1906 ve věku 77 let. Pohřben byl na hřbitově v Liboci.